# Agallah
Angel Luis Aguilar, também conhecido como Agallah, 8-Off the Assassin ou Don Bishop (Nova Iorque, 8 de maio de 1974) é um rapper estadunidense que foi membro do grupo Purple City, relacionado ao The Diplomats, bem como o grupo Propain Campaign. Ele era anteriormente conhecido como 8-Off Agallah.
Como Ghost-writer, ele escreveu canções para vários artistas notórios e produziu algumas também para rappers e grupos de hip-hop como Busta Rhymes, Remy Ma, The Diplomats, Guru, Rockin' Squat, Sean Price, Saigon, Game Theory, Mobb Deep e Big Pun. Em 1996, ele finalizou seu álbum de estreia, Wrap Your Lips Around This, mas ele só veio a ser lançado em 2012, via download digital e Amazon.com e  no iTunes.
A amizade com Shiest Bub levou à formação do Purple City Entertainment (também conhecido como Purple City Productions) com Un Kasa, o que atraiu a atenção do líder do Dipset, Jim Jones.
Sua canção "Risin' to the Top" apareceu na trilha sonora do jogo da Rockstar Games Grand Theft Auto III, mais precisamente na rádio fictícia Game Radio FM. Ele posteriormente se juntaria à Rockstar para gravar a trilha sonora de Midnight Club 2. Seu trabalho também pode ser ouvido no jogo de basquete da EA Sports NBA Live 08 e no UFC Undisputed.
Em 2012, Agallah participou no sétimo álbum de Danny!, Payback, lançado em setembro daquele ano.

## Discografia

### Álbuns solo
- Wrap Your Lips Around This (1995, EastWest) (como 8-Off)
- You Already Know (2006, Babygrande)
- Agalito's Way (2015, Propain Campain)

### Singles
- "Ghetto Girl" (1995, EastWest) (como 8-Off)
- "Alize for Dolo" (1996, EastWest) (como 8-Off)
- "Crookie Monster" (1999, Game)
- "Rising to the Top" (com Sean Price) (2002, Game) (como 8-Off Agallah)
- "Imagine Your Life" (com Monie Love) (2002, Street Level) (como 8-Off Agallah)
- "New York Ryder Music" (2006, Babygrande)
- "Club Hoppin'" (2006, Babygrande)
- "Coat of Arms" (com Planet Asia, Rasco & Tristate) (2013, Propain Campaign)

### Mixtapes
- Da Mixtape Iz da Album (2001)
- Show Up (2002)
- Doomsday (2004)
- Propane Piff (2006, Babygrande/Koch)
- Fuck a Purple Chain (2007)
- F.A.M.E. (2008, Propain Campain)
- Agobama The President (2008)
- The Red V (2013, Propain Campain)
- Past and Present (2014, Propain Campain) (com The Alchemist)